# Królowie Daków
Królowie Daków - lista królów antycznej Dacji. Chronologia nie jest zupełnie pewna, bowiem wiele greckich i rzymskich zapisków, dotyczących historii Dacji zaginęło na przestrzeni dziejów. Ponadto, w niektórych okresach Dacja podzielona była na kilka pomniejszych królestw, zatem czasy panowania niektórych królów pokrywają się.
- Zalmoxis - IV wiek p.n.e.
- Moskon - III wiek p.n.e.
- Dromihete - III wiek p.n.e.
- Rubobostes - II wiek p.n.e.
- Oroles - II wiek p.n.e.
- Rhemaxos - ok. 200 p.n.e.
- Dicomes - I wiek p.n.e.
- Rholes - I wiek p.n.e.
- Dapyx - I wiek p.n.e.
- Burebista - 70 p.n.e. - 44 p.n.e.
- Dekajneos - 44 p.n.e.[1] - ?
- Comosicus - ? - 28 p.n.e.
- Skoryllo[1]
- Duras - 68 - 87
- Decebal - 87 - 106

W roku 106 Dacja stała się jedną z prowincji Cesarstwa Rzymskiego.